# كأس فرنسا 2019–20
كأس فرنسا 2019–20 (بالفرنسية: Coupe de France de football 2019–20)‏ هو الموسم 103 من  كأس فرنسا.
كان رين هو حامل اللقب، لكن سانت إتيان أقصاه في نصف النهائي.
في 28 أبريل 2020، أعلن رئيس الوزراء –آنداك– إدوار فيليب عن حظر جميع الأحداث الرياضية في فرنسا، بما في ذلك تلك التي تُلعب خلف الأبواب المغلقة، حتى سبتمبر. كان اتحاد فرنسا لكرة القدم يدرس ما إذا كان من الممكن إعادة جدولة نهائي كأس فرنسا عندما يُسمح بإعادة الأحداث. في 26 يونيو، وأعلن الاتحاد أنه تم تأجيل المباراة النهائية إلى 24 يوليو.
فاز باريس سان جيرمان بلقبه رقم 13 كرقم قياسي بفوزه 1–0 على سانت إتيان في النهائي.

## وصلات خارجية
- الموقع الرسمي
- ملخص كأس فرنسا 2019–20 (باللغة الإنجليزية)